# ヨーラム・モエファナ
ヨーラム・モエファナ（Yoram Moefana、2000年7月18日 - ）は、トップ14ユニオン・ボルドー・ベグルに所属するラグビーユニオン選手。

## プロフィール
- フランス・ウォリス・フツナフツナ島出身[1]。
- ポジションはセンター(CTB)。
- 身長 182cm、体重 95kg
- U20フランス代表に選ばれたことがある[2]。
- フランス代表キャップは6（2021年2月現在）。

## 略歴
USコロミエを経て、2019年、ボルドーに加入。